# ジョン・ヤング (宇宙飛行士)
ジョン・ワッツ・ヤング（John Watts Young、1930年9月24日 - 2018年1月5日）は、アメリカ航空宇宙局（NASA）の宇宙飛行士、海軍大佐。
これまでにジェミニ計画で二度、アポロ計画で二度、スペースシャトル計画で二度、計六度宇宙飛行ミッションを行った。また、ジェミニ宇宙船、アポロ司令・機械船、アポロ有人月着陸、スペースシャトルの4つを経験している唯一の人物でもある。

## NASA以前
1930年にカリフォルニア州のサンフランシスコで生まれ、ジョージア工科大学を卒業。大学では予備役士官課程を取得しており、1952年に士官として海軍へ入隊、駆逐艦ローズ(USS Laws,DD-558)に配属され、朝鮮戦争中には周辺海域で任務に就いていた。1953年より飛行訓練を受けている。1959年に海軍テストパイロットとなり、1962年2月21日にはF4Hで指定された高度までの到達時間を競う「ハイジャンプ計画」において顕著な成績を収めたことで有名となった。同年9月にNASAの第二期宇宙飛行士の選抜メンバーとして選出された。

## NASA時代

### ジェミニ計画
ジェミニ3号はジェミニ計画初の有人飛行であった。それ以前のマーキュリー計画の宇宙船は一人乗りだったため、ヴァージル・グリソムと共に初の二人での宇宙飛行となった。1965年3月23日、ジェミニ3号は無事打ち上げられ、初の二人での宇宙飛行を成功させ、約5時間後地球に無事帰還した。なお、このときヤングは当時の味気ない宇宙食への不満から、内緒で船内にサンドイッチを持ち込み、食した。この行為は安全面から批判されたが、同時に宇宙食の食味向上が行なわれるきっかけにもなった。
二度目の飛行であるジェミニ10号では、初飛行であるマイケル・コリンズと共に1966年7月18日、打ち上げられ、ランデブーやドッキング、船外活動などが行われ、約3日後無事地球に帰還した。

### アポロ計画

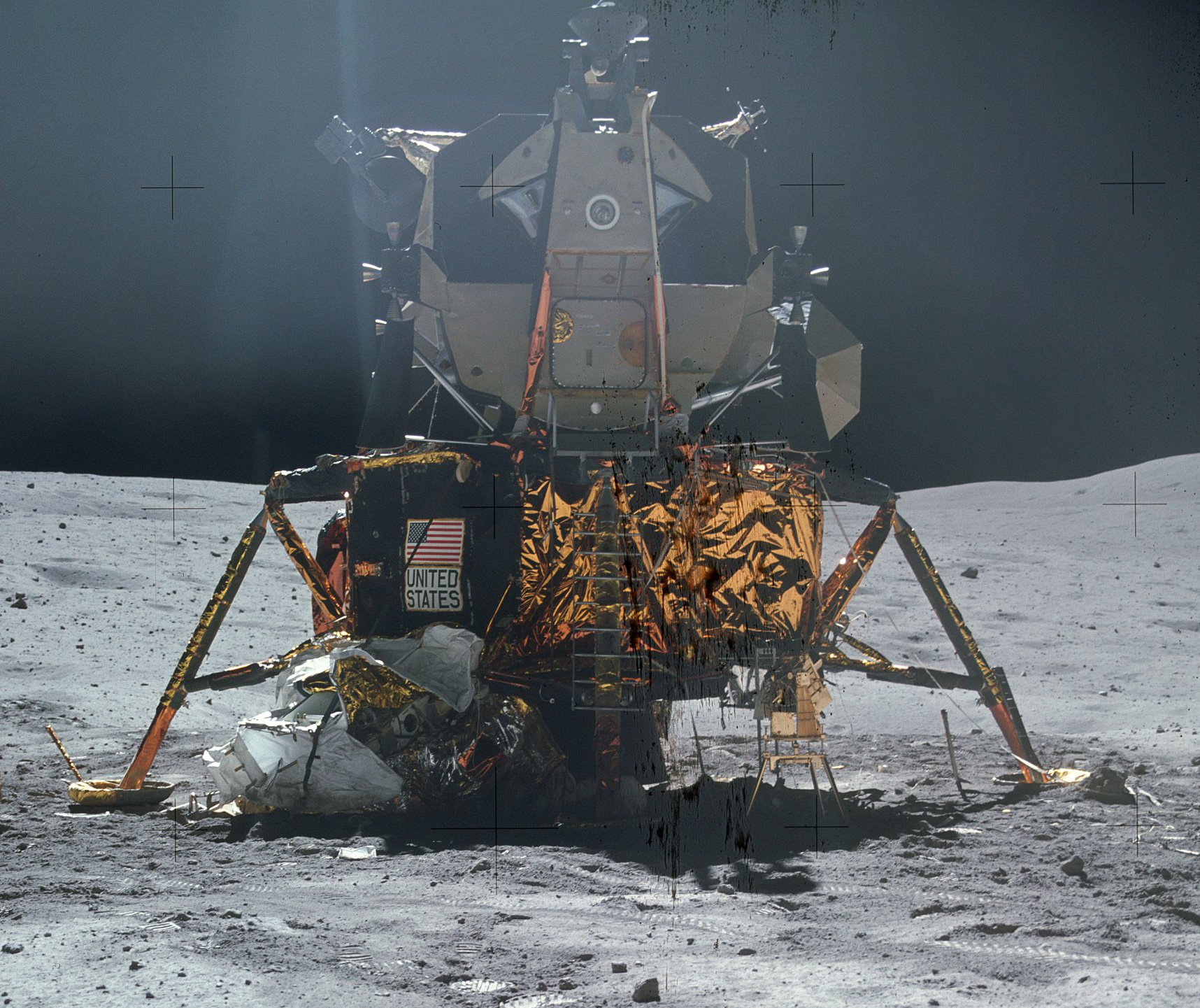
アポロ16号月着陸船

ヤングはアポロ計画の最初の有人飛行であるアポロ7号のバックアップの乗組員として割り当てられた。アポロ7号はウォーリー・シラー 、ドン・アイズル 、ウォルター・カニンガムが搭乗し、1968年10月11日、打ち上げられた。
ヤングはアポロ10号の司令船パイロットとして割り当てられた。アポロ10号での使命は二度目の月周回及び月軌道上での着陸船のテストであった。アポロ10号は1969年5月18日にトーマス・スタッフォード（船長）、ユージン・サーナン（月着陸船パイロット）と共にサターンVロケットによって打ち上げられたものの、ヤングは司令船パイロットであったため、月着陸船のテスト飛行は行わず、1969年5月26日無事地球に帰還した。
ヤングはその後、アポロ16号の船長として割り当てられた。アポロ16号では、司令船パイロットケン・マッティングリー、月着陸船パイロットチャールズ・デュークと共に1972年4月16日、サターンVロケットによって打ち上げられた。打ち上げ後地球を3周した後、月へと向かい約3日で月へと到着した。一時司令船に異常が見られ月着陸が危ぶまれたが、この不調によるリスクは少ないと判断され、ヤングとデュークに着陸許可が下された。しかし、安全のためにミッションは、1日短縮された。ヤングとデュークが搭乗したアポロ16号月着陸船オライオンは4月21日、デカルト高地に着陸した。月面には約71時間滞在し3回の船外活動を行った。船外活動では1度目は7時間11分、2度目は7時間23分、3度目は5時間40分の計20時間14分に渡って行われた。また、アポロ16号はアポロ15号に続いて月面車を使用するミッションでもあった。アポロ16号は計94.7kgの月の石などの月面の標本を地球に持ち帰った。その後司令船とドッキングして、地球へと帰還し、4月27日に太平洋上に着水した。
アポロ計画で2度月に行った飛行士は、ヤングとジム・ラヴェル（8号と13号、周回のみ）、ユージン・サーナン（10号と17号、17号で月面着陸）の3人のみである。

### スペースシャトル計画
ヤングはスペースシャトル計画最初のミッションSTS-1に船長として割り当てられた。1981年4月12日スペースシャトル・コロンビアで、パイロットのロバート・クリッペンと共に打ち上げられた。任務はスペースシャトルの全システム点検と軌道上を安全に周回すること、地球に無事帰還することであったが、ヤングとクリッペンは任務を完遂し4月14日無事に帰還した。
ヤングはその後、6回目の宇宙飛行ミッションとしてSTS-9の船長に割り当てられた。ヤングはコロンビアで1983年11月28日に打ち上げられた。スペースシャトル計画として初の6人での飛行であり、初のスペースラブミッションでもある。ヤングらは任務を完遂し1983年12月8日無事地球に帰還した。

### 退職
ヤングはNASAに42年間勤務し、2004年12月7日に引退を発表し、同年12月31日に74歳で引退した。
2018年1月5日、肺炎の合併症により南部テキサス州ヒューストンの自宅で死去した。87歳没。